# Гайдар, Борис Всеволодович
Бори́с Все́володович Гайда́р (19 января 1946 — 29 октября 2021) — советский и российский военный врач, нейрохирург. Начальник Военно-медицинской академии имени С. М. Кирова (2000—2007), академик РАН, заслуженный деятель науки Российской Федерации, доктор медицинских наук, профессор, лауреат Государственной премии Российской Федерации в области науки и техники, генерал-лейтенант медицинской службы.

## Биография
Родился 19 января 1946 года в Запорожье. В 1969 году окончил Алма-Атинский государственный медицинский институт. После его окончания три года работал нейрохирургом в одной из больниц Алма-Аты.
В декабре 1972 года начал военную службу на должности командира медицинской роты — ведущего хирурга медико-санитарного батальона учебной мотострелковой дивизии Среднеазиатского военного округа. Затем служил старшим ординатором нейрохирургического отделения окружного военного госпиталя. В 1983 году окончил адъюнктуру при кафедре нейрохирургии Военно-медицинской академии имени С. М. Кирова, оставлен преподавать в ней, где и прошла вся его дальнейшая служба.
Один из ведущих отечественных специалистов в области разработки новых направлений минимально инвазивной нейрохирургии, в разработке современных принципов оказания специализированной нейрохирургической помощи в Вооружённых Силах в мирное и военное время, в том числе в локальных военных конфликтах и в системе медицины катастроф.
С 2000 по 2007 год — начальник Военно-медицинской академии имени С. М. Кирова.
С 2007 года преподавал на кафедре нейрохирургии Военно-медицинской академии.
Вице-президент Ассоциации нейрохирургов РФ, член секции нейрохирургии Учёного медицинского совета Министерства здравоохранения, член президиума Ученого медицинского совета Главного военно-медицинского управления Минобороны России, председатель диссертационного совета по защите докторских диссертаций, главный редактор журнала «Российская нейрохирургия», член редакционных коллегий журналов «Нейрохирургия», «Клиническая медицина и патофизиология», «Вестник Российской военно-медицинской академии» (в 2000—2007 главный редактор журналов), член правления Санкт-Петербургской ассоциации нейрохирургов имени профессора И. С. Бабчина.
Скончался 29 октября 2021 года в Санкт-Петербурге. Похоронен на кладбище Памяти жертв 9 января.

### Семья
- Отец — Гайдар, Всеволод Андреевич (1904—1974).
- Мать — Гайдар, Серафима Дмитриевна (1913—1996).
- Супруга — Лучинская, Татьяна Александровна (р. 11.03.1946).
- Сын — Гайдар, Михаил Борисович (р. 31.07.1969).
- Дочь — Гайдар, Анна Борисовна (р. 03.04.1979).

## Награды
- Орден «За заслуги перед Отечеством» 4-й степени
- Орден Александра Невского (2020)[6]
- Орден Почёта
- Орден «За службу Родине в Вооружённых Силах СССР» 3-й степени
- медали СССР и РФ
- Заслуженный деятель науки Российской Федерации
- Государственная премия Российской Федерации (2003)
- Премия Правительства Российской Федерации в области науки и техники